# В упор (фильм, 2010)
«В упо́р» (фр. À bout portant) — французский художественный фильм в жанре криминального триллера режиссёра Фреда Кавайе, вышедший на экраны в конце 2010 года во Франции. Летом 2011 года вышел на киноэкраны США, Турции, Великобритании, Японии, Южной Кореи, Греции. В отечественном видеопрокате также известен под названиями «Под огнём» и «Три часа на побег».

## Сюжет
Париж. Сэмюэль Перрье работает санитаром в больнице, готовясь стать медбратом, а также отцом. Однажды он спасает плохого парня — вора Хьюго Сартэ, чьи сообщники похищают беременную жену Сэмюэля — Надю, чтобы заставить его организовать побег бандита из больницы. Чтобы спасти жену и выжить самому, ему предстоит выиграть смертельные гонки на выживание с бандитами и полицейскими.

## В ролях
| Актёр        | Роль                    |
| ------------ | ----------------------- |
| Жиль Леллуш  | Сэмюэль Перрье          |
| Рошди Зем    | Хьюго Сартэ             |
| Жерар Ланвен | лейтенант Патрик Вернер |
| Елена Анайя  | Надя Перрье             |
| Мирей Перрье | лейтенант Фабрэ         |
| Клэр Перо    | капитан Анаис Сусини    |